# 特殊開錠用具の所持の禁止等に関する法律
特殊開錠用具の所持の禁止等に関する法律（とくしゅかいじょうようぐのしょじのきんしとうにかんするほうりつ、平成15年法律第65号）は、ピッキング用具の所持等の規制に関する日本の法律で、刑法に対する特別法である。特殊開錠用具所持禁止法、ピッキング防止法などと通称される。

## 主務官庁
- 警察庁生活安全局生活安全企画課

## 概要
特定侵入行為の防止対策を推進することにより、建物に侵入して行われる犯罪の防止に資することを目的として、業務その他正当な理由による場合を除き、ピッキング用具を所持・携帯を禁止することを規定している。

## 主な規定内容

### ピッキング用具所持等の禁止
- 特殊開錠用具の所持の禁止（3条）
  - 業務その他正当な理由による場合を除き、特殊開錠用具の所持を禁止。
  - 特殊開錠用具とは、ピッキング用具（錠に用いられるシリンダーをかぎを用いることなく、かつ、破壊することなく回転させるための器具）その他の専ら特殊開錠（施錠された状態にある錠を本来の方法によらないで開くこと）を行うための器具で、建物錠を開くことに用いられるものとして政令で定めるもの（2条2項）。
  - 違反すると、1年以下の拘禁刑又は50万円以下の罰金（16条）。
- 指定侵入工具の携帯の禁止（4条）
  - 業務その他正当な理由による場合を除き、指定侵入工具を隠して携帯することを禁止。
  - 指定侵入工具とは、特殊開錠用具に該当しないドライバー、バールその他の工具で、建物錠を破壊するため又は建物の出入口若しくは窓の戸を破るために用いられるもののうち、建物への侵入の用に供されるおそれが大きいものとして政令で定めるもの（2条3項）。
  - 違反すると、1年以下の拘禁刑又は50万円以下の罰金（16条）。
- 特殊開錠用具の販売・授与の禁止（15条）
  - 受け取る者が業務その他正当な理由がないのに所持するという事情を知りながら、その者に対し特殊開錠用具を販売・授与することを禁止。
  - 違反すると、2年以下の拘禁刑若しくは100万円以下の罰金または併科。

### ピッキング防止対策の推進等
- 国・地方公共団体の、建物錠等の防犯性能の向上の促進、特定侵入行為の防止に関する啓発などの努力義務（5条）。
- 建物錠等の製造業者・輸入業者の、防犯性能向上の努力義務（6条1項）。
- 指定建物錠の防犯性能の表示（7条）。
- 特殊開錠手口による建物侵入が急増の緊急時に、国家公安委員会による必要な防止措置の勧告（8条）。
- 錠取扱業者に、販売時に建物錠の防犯性能を説明する義務（9条）。
- 業務として特殊開錠を行うときは、開錠業者に顧客の氏名・住所を確認する義務（10条）。